# Държавен авиационен оператор
Държавният авиационен оператор (до 23 февруари 2021 г. Авиоотряд 28) е авиационен оператор в България за изпълнение основно на полети със специално предназначение и/или полети за министерства и ведомства.
Наречен е така заради основаването му през 1972 г., когато се навършват 28 години от преврата на 9 септември 1944 г.
Държавният авиационен оператор извършва и друга въздухоплавателна дейност в съответствие със свидетелството си за авиационен оператор за обучение, повишаване и поддържане на професионалната квалификация на авиационния персонал, когато това не възпрепятства изпълнението на основната дейност.

## Регистрация
Главна дирекция „Гражданска въздухоплавателна администрация“, на основание чл. 46б от Закона за гражданското въздухоплаване на Република България и Наредба №24/15 февруари 2000 г. на Министерството на транспорта за издаване на свидетелства на авиационни оператори, предоставя на Авиоотряд 28 валидно свидетелство за авиационен оператор № BG A234/23 февруари 2011. Има разрешение за работа със самолетите Еърбъс А 319 – 111 и Dassault Falcon 2000, както и за вертолетите MI 8 PS9 и Agusta AW 109E.
На 23 февруари 2021 г. Авиоотряд 28 променя името си на „Държавен авиационен оператор“.

## История
След Втората световна война България не разполага с гражданска авиация и със самолети за обслужване на висшето държавно ръководство и изпълнение на специални правителствени задачи.
След 9 септември 1944 г. и до края на Втората световна война единственият в българската войска бомбардировач Heinkel He-111 е преоборудван в пътнически и става основен самолет за обслужване на висшето командване на войските и за военно-дипломатически мисии. Преоборудван и за същите цели се използва още трофеен Не-111, изоставен от германците в България.
Остра потребност от гражданско въздухоплаване се проявява през 1946 г., когато българска правителствена делегация трябва да участва в международни срещи, свързани с края на Втората световна война. Налага се спешно преоборудване в Държавната самолетна фабрика в Ловеч на десантно-транспортен Junkers Ju 52/3m в пътнически. 14-членна българска делегация, водена от Васил Коларов през април 1946 г., отлита за Прага, на другия ден за Копенхаген и след това за Париж.
„Юнкерс 52/3м“ на гражданската авиация е ползван само веднъж от Георги Димитров по маршрута Варна – София. На 15 май 1948 г. главният инспектор-пилот Никола Александров на българския държавен авиационен оператор Дирекция въздушни съобщения, избягва в Турция с предназначения за правителствен He111. След това бягство на 30 юни 1948 г. е проведен и терористичния акт от бившия летец от въздушните войски Страхил Михалакиев , при който самолета Ju 52/3m е отклонен за Турция. Предприемат се мерки за безопасност които не допускат обслужването на първите държавни ръководители от български летателни машини и екипажи. При необходимост Васил Коларов и Вълко Червенков известно време ползват само съветски граждански и военни самолети, изпратени специално за случая.
„Ли-2 Борд 41“ е 4-тият доставен от СССР военно-транспортен самолет за българската авиация. Зачислен е в 16-и транспортно-авиационен полк (трап) на летище Враждебна. Определен е за правителствен и е преоборудван от стандартен пътнически салон във вариант с повишен комфорт. В салона са поставени диван и радиоприемник. Машината е обслужвана от военни пилоти и се съхранява под засилена охрана в хангара на северния район на летището. След смяната на Вълко Червенков през 1956 г. новият първи партиен ръководител Тодор Живков се доверява на военните пилоти и техническото обслужване на правителствената машина от 16-и трап, като започва да я ползва за пътувания в България и до социалистическите страни. Доставката на 2 самолета „Ил-14“ през 1956 г. за гражданската авиация налага преподготовка на български летци за експлоатацията им. След усвояването на машините по-модерният самолет се налага при извършване на полети за обслужване на правителството.
В последвалите години Държавният авиационен оператор използва самолети Ил-18, Ту-134, Ту-154 Б/М, Як-40, Ан-24, Еърбъс A319, Фалкон 050 и 2000, вертолети Ми-8 ПС/Т и Агуста AW-109E Power Elite.

## Въздушен Флот
Държавният авиационен оператор оперира 1 Еърбъс A319, 1 Фалкон 2000, 2 хеликоптера Ми-8 и 1 Аугуста AW109.
| Тип             | Брой | Поръчки | Пасажери | Пасажери | Пасажери | Забележки       |
| Тип             | Брой | Поръчки | C        | Y        | Общо     | Забележки       |
| --------------- | ---- | ------- | -------- | -------- | -------- | --------------- |
| Еърбъс A319-112 | 1    | 0       | —        | —        | —        | LZ-AOB          |
| Фалкон 2000     | 1    | 0       | —        | —        | —        | LZ-OOI          |
| Ми-8            | 2    | 0       | —        | —        | —        | LZ-CAT ; LZ-CAN |
| Аугуста AW 109E | 1    | 0       | —        | —        | —        | LZ-BMB          |

## Дейност

### Полети със специално предназначение
От 1948 и от 1971 до 10 ноември 1989 г. специални полети за превоз и обслужване на партийното(БКП и БЗНС имащи съвместна ръководна роля съгласно чл.1 алинея 3 от Конституцията на НР България от 18 май 1971 г.) и държавното ръководство(Държавен съвет на НРБ, Министерски съвет на НРБ и Народно събрание на НРБ) са:
- полетите на Генералния секретар на ЦК на БКП и Председател на Държавния съвет на НРБ
- полетите на Председателя на Министерския съвет на НРБ
- полетите на Членовете и Кандидат членовете на Политбюро на ЦК на БКП
- полетите на Секретарите на ЦК на БКП
- полетите на Заместник-председателите на Държавния съвет на НРБ
- полетите на Заместник-председателите на Министерския съвет на НРБ
- полетите на Секретаря на БЗНС
- полетите на Секретарите на Постоянното присъствие на БЗНС
- полетите на Председателя на Народното събрание на НРБ
- полетите на Членовете на Държавния съвет на НРБ
- полетите на Министрите и останалите Членове на Министерския съвет на НРБ
- полетите на Заместник-председателите на Народното събрание на НРБ
- Билетите за полети на вътрешни и международни полети на горепосочените ръководители се поемат от Управление за безопасност и охрана (УБО) при Държавния съвет

От 1991 г. до днес това са полетите за превоз и обслужване на:
- президента на Република България;
- председателя на Народното събрание на Република България;
- министър-председателя на Република България;
- вицепрезидента на Република България;
- Заместник министър-председателите на Република България
- Министрите на Република България
- чуждестранни държавни ръководители и гости, съответни по ранг на първите държавни ръководители;
- пътници, включени в състава на делегация, придружаващите ги екипи, охрана и техните багажи.

### Други дейности
Държавният авиационен оператор стопанисва и управлява ВИП „А“ Правителствена зала на летище София за обслужване на официални лица и делегации по ред, определен с решение на Министерския съвет.
Обслужването на официалните лица, преминаващи през ВИП „А“ Правителствена зала, се извършва от служители на Държавният авиационен оператор.